# Amity (Maine)
Amity város az USA Maine államában, Aroostook megyében. Lakosainak száma 253 fő (2020. április 1.).

## Népesség
A település népességének változása:

| 2010 | 238 |
| 2020 | 253 |